# غوتييه بوكارد
غوتييه بوكارد (من مواليد 26 أغسطس 1991) هو لاعب هوكي ميداني بلجيكي يلعب كمدافع أو لاعب وسط لفريق «واترلو داكس» والمنتخب البلجيكي.
في دوري الهوكي الأوروبي 2018-19، أصبح واترلو داكس من بوكارد أول ناد بلجيكي يفوز بدوري هوكي أوروبا.